# Stockholm School of Economics in Riga
Stockholm School of Economics in Riga (SSE Riga, lettiska: Rīgas Ekonomikas augstskola, svenska: Handelshögskolan i Stockholm i Riga) är en handelshögskola i Riga, Lettland. Skolan drivs som en filial till Handelshögskolan i Stockholm, med finansiering från de svenska och lettiska regeringarna i syfte att erbjuda högre utbildning inom främst företags- och nationalekonomi för studenter från de tre baltiska länderna, Estland, Lettland och Litauen. Högskolan invigdes 1994 av Staffan Burenstam Linder, dåvarande rektor vid Handelshögskolan i Stockholm.

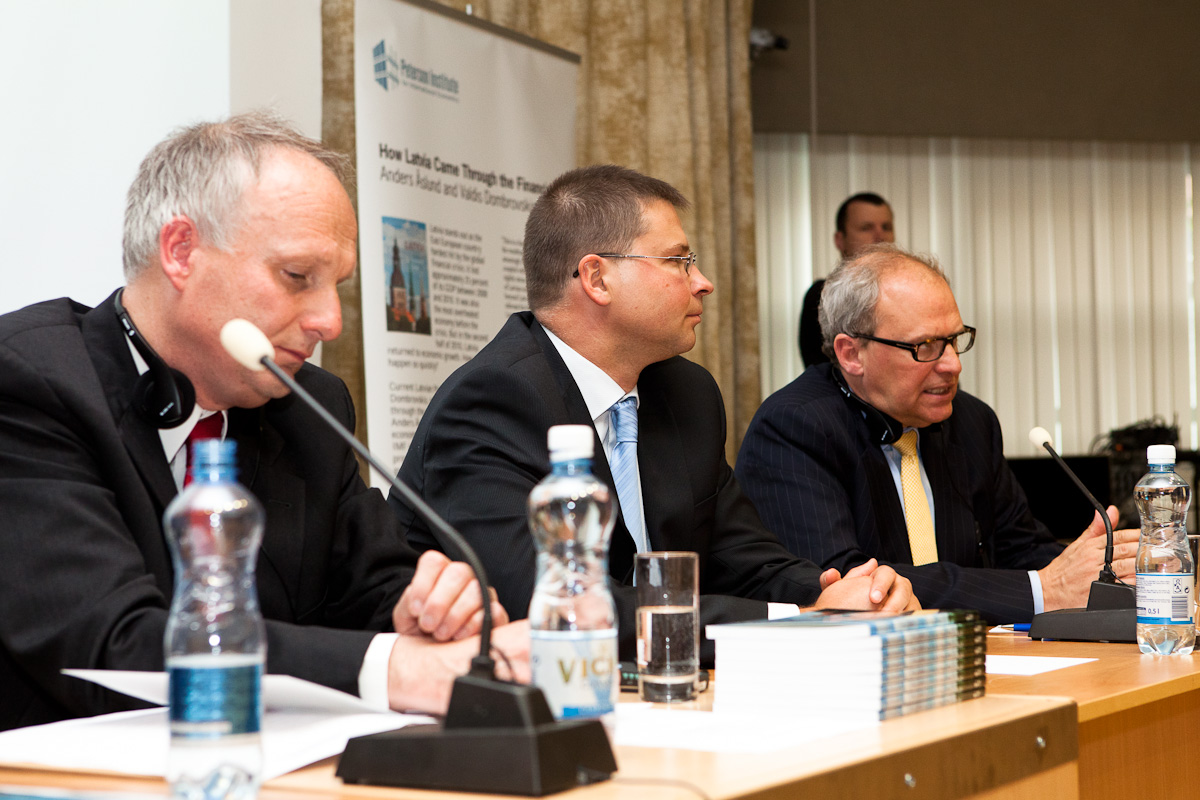
Rektor Anders Paalzow håller presskonferens med premiärminister Valdis Dombrovskis och professor Anders Åslund, 2012.

## Byggnad
Skolans byggnad vid Strelnieku iela 4a i Rigas jugendhusdistrikt uppfördes 1905-1906. Huset ritades av Michail Eisenstein. 